# Kasper Larsen
Kasper Larsen (ur. 25 stycznia 1993 w Odense) – duński piłkarz grający na pozycji obrońcy. Olimpijczyk (2016).

## Życiorys
Był zawodnikiem młodzieżowych drużyn Sanderum Boldklub oraz Odense Boldklub. W latach 2012–2015 był piłkarzem seniorskiego zespołu Odense. W rozgrywkach Superligaen zadebiutował 10 marca 2012 w przegranym 0:1 meczu z FC Nordsjælland. Od 3 lutego do 30 czerwca 2015 przebywał na wypożyczeniu w kazachskim FK Astana. 14 sierpnia 2015 odszedł za 450 tysięcy euro do holenderskiego FC Groningen. W Eredivisie zagrał po raz pierwszy dwa dni później w przegranym 0:2 spotkaniu z PSV Eindhoven. Na boisku pojawił się w 83. minucie, zmieniając Simona Tibblinga. 3 sierpnia 2018 został na zasadzie wolnego transferu zawodnikiem szwedzkiego IFK Norrköping. W Allsvenskan zadebiutował 19 sierpnia 2018 w wygranym 1:0 meczu z IF Elfsborg. Zimą 2020 powrócił do Odense Boldklub. 15 sierpnia 2022 został wypożyczony z opcją wykupu do Fehérvár FC. W styczniu 2023 został wykupiony przez węgierski zespół. 7 marca 2025 ogłosił zakończenie kariery.
W 2016 roku wystąpił wraz z reprezentacją na igrzyskach olimpijskich w Rio de Janeiro.